# يعقوبية شائعة
يعقوبية شائعة وتُعرف سابقًا باسم شيخة يعقوبية "Senecio jacobaea" أو يعقوبية (الاسم العلمي: Jacobaea vulgaris)، هي نبته زهرية برية شائعة تتبع فصيلة النجمية. موطنهاالأصلي شمال أوراسيا، وعادًة ما تكون في أماكن جافة ومفتوحة، كما تنتشر على نطاق واسع بوصفها عشبة ضارة في أماكن أخرى.
في بعض البلدان تعتبر من الأنواع الغازية وتعتبر من الحشائش الضارة. المملكة المتحدة هي إحدى البلدان الأصيلة لليعقوبية الشائعة، غالبًا ما يكون غير مرغوب فيها بسبب تأثيرها السام على الماشية والخيول، ولكن هي مهمة أيضًا لإنتاج الرحيق الذي يغذي الحشرات المُلقِحَة ولذلك تعتبر أهميتها البيئية مهمة.